# Hans Wiklund
Hans Ingemar Wiklund, född 17 september 1964 i Bromma församling, är en svensk journalist, filmkritiker och programledare i tv. Wiklund har bland annat medverkat i programmet Bionytt i TV4 tillsammans med Nils Petter Sundgren och i Wipeout i Kanal 5.
Mellan 2005 och 2006 ledde han Go C på Canal+ och 2010 var han tillsammans med Hannah Graaf programledare för Miljonlotteriet Lyckohjulet. Wiklund är sedan 2012 också filmexpert på Viasat Film. Han listar sina topp tre filmer någonsin som Maffiabröder, Smultronstället, och Forrest Gump. Från 2018 och fram till 2020 var Wiklund bisittare i radioprogrammet Gry Forssell med vänner (tidigare Äntligen morgon) på Mix Megapol men gick tidigt under 2020 över till radiostationen Rockklassiker och programmet Morgonrock.
Hans Wiklund är gift med fotomodellen och programledaren Emma Wiklund, född Sjöberg. De har två barn.